# Геспе
Геспе (нім. Hespe) — громада в Німеччині, розташована в землі Нижня Саксонія. Входить до складу району Шаумбург. Складова частина об'єднання громад Нінштедт.
Площа — 6,49 км2. Населення становить 2062 ос. (станом на 31 грудня 2021).